# Demócratas por la Vida de Estados Unidos
Demócratas por la Vida de Estados Unidos (inglés: Democrats for Life of America, DFLA) es una organización sin fines de lucro en Estados Unidos, clasificada como 501(c)(4), que promueve la elección de candidatos demócratas contrarios al aborto. Además, busca influir dentro del Partido Demócrata para que adopte posturas contrarias no solo al aborto, sino también a la eutanasia y a la pena de muerte.La visión de DFLA respecto al aborto contrasta directamente con la plataforma oficial actual del partido, que respalda de manera clara el acceso al aborto con muy pocas restricciones.
Demócratas por la Vida aboga por volver a la postura adoptada por la Plataforma del Partido Demócrata en el año 2000, la cual reconocía que dentro del partido existían distintas perspectivas respecto al aborto.
La organización, en general, evita tomar postura sobre temas de política exterior o asuntos socioeconómicos.Entre sus iniciativas, han elaborado la Ley de Apoyo a las Mujeres Embarazadas, un conjunto amplio de propuestas legislativas y de políticas públicas a nivel federal, con el objetivo de mejorar el acceso a la atención médica materna y disminuir tanto la demanda como la cantidad de abortos.Además, cuentan con un comité de acción política vinculado, conocido como DFLA PAC.
Han planteado la idea de combinar la restricción del aborto a partir de las 20 semanas de gestación con un incremento en el respaldo a mujeres embarazadas y madres. Entre las medidas propuestas se incluyen la implementación de licencias médicas pagadas y un mayor acceso a servicios de cuidado infantil a precios accesibles.

## Historia
Demócratas por la Vida de Estados Unidos fue creada en 1999 con el propósito de unificar y coordinar, a escala nacional, las iniciativas de los demócratas contrarios al aborto.
Durante las décadas de 1960 y 1970, los demócratas que se oponían al aborto constituían una parte significativa del partido, incluyendo miembros tanto de la Cámara de Representantes como del Senado de los Estados Unidos.Algunos aspirantes presidenciales y vicepresidenciales del partido, como Hubert Humphreyy Sargent Shriver,se postularon manteniendo una postura antiabortista. Otros, como Ted Kennedy, Jesse Jackson,Bill Clinton y Al Gore,sostenían esa posición antes de lanzar sus candidaturas.Sin embargo, a lo largo de la década de 1980, la presencia y el peso político de quienes defendían posiciones contrarias al aborto dentro del Partido Demócrata fue disminuyendo de forma paulatina pero marcada.
Durante la Convención Nacional Demócrata de 1992, se reportó que al entonces gobernador de Pensilvania, Robert Casey —opuesto al aborto— no se le permitió hablar debido a sus posturas sobre el tema.Sin embargo, los organizadores argumentaron oficialmente que la negativa se debía a que Casey no respaldaba la candidatura presidencial del partido ese año. En contraste, Kathy Taylor, activista a favor del derecho al aborto en Pensilvania, tomó la palabra en la convención, a pesar de ser republicana y haber trabajado en la campaña del rival de Casey en las elecciones anteriores para gobernador. Si bien algunos demócratas con posturas antiabortistas sí hablaron ante los delegados, lo hicieron sin mencionar su oposición al aborto y sin figurar en los horarios principales.Años más tarde, en la Convención Nacional Demócrata de 2008, Bob Casey Jr., hijo del gobernador y también demócrata con una posición moderada contraria al aborto, sí participó como orador.

## Demócratas antiabortistas en las últimas elecciones

### 2004

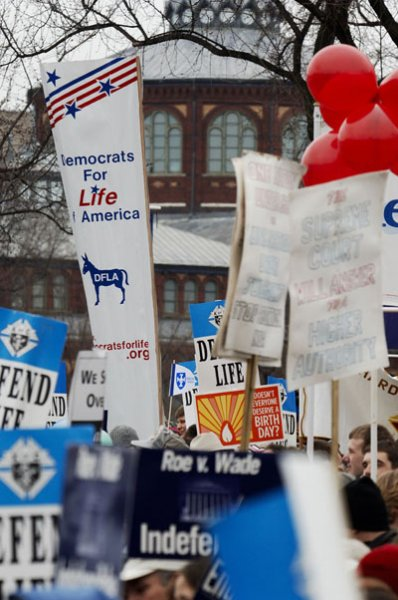
Una pancarta de DFLA en la Marcha por la Vida de 2006.

En su libro de 2005, Recuperemos la Vida: Nuestro Partido, Nuestro País, Nuestro Futuro, Paul Begala y James Carville elogiaron el trabajo de Demócratas por la Vida, destacando su papel en la elaboración de la Ley de Apoyo a las Mujeres Embarazadas. En la obra, señalan que la ley se basa en diecisiete propuestas políticas concretas destinadas a reducir la cantidad de abortos, y afirman que estas medidas tendrían un impacto mayor en la prevención del aborto que décadas de discursos, manifestaciones y campañas del movimiento provida. Los autores la describen como “una buena política y, desde nuestra perspectiva, también una buena estrategia”. Esta iniciativa ha recibido respaldo generalizado e incluso ha sumado apoyos de algunos legisladores republicanos.Virginia fue el primer estado en promulgar una versión de esta ley.
Entre los grupos y figuras públicas que respaldan la Ley de Apoyo a las Mujeres Embarazadas se encuentran la Asociación Nacional de Evangélicos, Sojourners/Call to Renewal, la Conferencia de los Obispos Católicos de Estados Unidos, Estadounidenses Unidos por la Vida, el Consejo Nacional de Adopción, Life Education and Resource Network, Redeem the Vote y Care Net. También la han apoyado personalidades como Tony Campolo, fundador de la Asociación Evangélica para la Promoción de la Educación; Joe Turnham, entonces presidente del Partido Demócrata de Alabama; el senador estadounidense Bob Casey Jr.; y el actor Martin Sheen.

### 2010
En las elecciones legislativas de 2010, Demócratas por la Vida respaldó a la congresista Kathy Dahlkemper y a los congresistas Jim Oberstar, Joe Donnelly,Steve Driehaus, entre otros demócratas con posturas contrarias al aborto. Ese año, su Comité de Acción Política (PAC) logró reunir más de 42,000 dólares.Sin embargo, de los cuatro legisladores mencionados, solo Donnelly logró la reelección.Oberstar, a pesar de su larga trayectoria de 18 mandatos, fue derrotado.Además, los cuatro congresistas de primer año que la organización había apoyado en 2008 perdieron sus escaños en las elecciones de 2010.

### 2018
El representante Dan Lipinski, conocido por su postura contraria al aborto y representante de un distrito en el área de Chicago, Illinois, logró imponerse en las elecciones primarias.Por otro lado, tres senadores demócratas identificados como antiabortistas —Bob Casey (Pensilvania), Joe Donnelly (Indiana) y Joe Manchin (Virginia Occidental)— apoyaron la propuesta de prohibir el aborto a partir de las 20 semanas de gestación, alineándose en ese tema con la mayoría republicana.Tanto Donnelly como Manchin contaron con el respaldo de Demócratas por la Vida en sus campañas de reelección al Senado.
La tarde del 20 de julio de 2018, Kristen Day, directora ejecutiva de Demócratas por la Vida de América, encabezó un evento que reunió a demócratas contrarios al aborto de distintos lugares del país en su primera conferencia nacional, realizada en el Hotel Radisson de Aurora, Colorado.Durante los tres días del encuentro, se llevaron a cabo más de 18 presentaciones individuales. La noche del viernes tuvo como orador principal al exrepresentante Bart Stupak, demócrata de Michigan, quien jugó un papel clave en lograr que la Ley del Cuidado de Salud a Bajo Precio de 2010 excluyera la financiación del aborto. En su intervención, Stupak abordó los retos de sostener una postura antiabortista dentro del Partido Demócrata, al tiempo que presentaba su libro titulado Para todos los estadounidenses.

### 2020
El representante Dan Lipinski perdió las primarias frente a Marie Newman, mientras que Collin Peterson y Ben McAdams fueron derrotados en las elecciones generales. Como resultado, Henry Cuellar quedó como el único demócrata con una postura antiabortista en la Cámara de Representantes.Luego de los comicios de 2020, Demócratas por la Vida expresó su rechazo a los intentos de eliminar la Enmienda Hyde y organizó un “Día de Acción” en respuesta a la aprobación, por parte de la Cámara, de un paquete de ayuda por la COVID-19 que no incluía dicha disposición.

### 2021
Treneé McGee, una demócrata con postura contraria al aborto y respaldada por Demócratas por la Vida, fue elegida el 22 de diciembre de 2021 para ocupar un escaño en la Cámara de Representantes de Connecticut. Su elección se dio en una contienda especial convocada tras la detención y posterior renuncia de Michael DiMassa.Actualmente, McGee ostenta el título de ser la mujer negra más joven en haber sido elegida para integrar la Asamblea General de Connecticut.

### 2024
Terrisa Bukovinac, expresidenta de DFLA, desafió a Joe Biden en las primarias presidenciales demócratas a llamar la atención sobre el tema.
Durante la Convención Nacional Demócrata de 2024, luego de que Planned Parenthood anunciara que brindaría abortos gratuitos desde una clínica móvil instalada fuera del evento, Demócratas por la Vida respondió lanzando una campaña de donación de pañales. La iniciativa logró recolectar y entregar más de 44,000 pañales y toallitas húmedas a centros de ayuda para embarazos en Chicago.Además, la organización llevó a cabo un evento paralelo fuera de la convención donde promovieron medidas como la ampliación del crédito fiscal por hijo y la eliminación de los gastos médicos de bolsillo relacionados con el parto, entre otras propuestas.